# News every.しずおか
『every.しずおか』（エブリィしずおか）は、静岡第一テレビで2010年3月29日から放送されている平日夕方の静岡県向けローカルニュース番組である（読売新聞協力）。なお、土曜版と日曜版についても本項で述べる。

## 番組概要
- 『news every.』（日本テレビ発）の17:53 - 18:15の全国ニュースの後に静岡県ローカルパートとして番組開始、『NewsリアルタイムSHIZUOKA』というタイトルから変更した（この番組から「静岡」というタイトルが英字表記からひらがな表記に変更、『プラス1』時代に戻された）。
- 番組は、「県内ニュース」「スポーツ情報」「県内の天気予報」「特集コーナー」東京発の「news every.」で構成。
- 2013年3月29日、平日は『静岡○ごとワイド!』のリニューアルを機に番組終了したが、2014年1月6日より『news every.』の放送時間拡大かつ『○ごとワイド』の番組改編により、『○ごとワイド news every.しずおか』として、放送再開された。
- 2015年3月30日からは『○ごとワイド』のリニューアル（『○ごと』に改名）を機に、独立番組となった。
- 2021年3月8日からは大幅リニューアル。メインキャスターに松原大祐が加入し3人体制でニュースを伝えるようになりニューススタジオも日本テレビと似たセットなり、テロップ類もバーチャルCGになった※every×Time4と同じ演出。また引き続きニューススタジオは『NNNストレイトニュース』（ローカルパート）、『FRONT ZERO」と共有となっている。

、新たなキャッチコピーも作成された「伝えたい今がある。every.しずおか」。
- 2022年10月3日から2016年度以来6年ぶりに番組テロップが独自の物から日本テレビ準拠となった。これに伴いバーチャル演出などが変更された。またメインキャスターが垣内麻里亜から小澤瞳に交代。
- 2023年3月末の放送分からスタジオセットがマイナーチェンジした。
- 2023年4月3日から番組名をevery.しずおかへ変更し、夕方番組の大幅リニューアルに伴い、これまでの月曜 - 金曜 18:15 - 19:00から月曜 - 金曜 15:48 - 18:15へ移動・拡大[3]。さらに日曜 16:30 - 17:00『every.しずおかSUNDAY』が開始される。ニュースキャスターは徳増ないる・松原大祐・永見佳織・伊藤薫平の4人体制となる。[4]、新たなキャッチコピーは「エブリィ、つながる」。
- 2024年3月18日の放送で同年4月1日から月曜 - 金曜 16:45 - 17:53[5]の68分間の放送になることが発表され。これに伴い、日本テレビ『news every.』は再び独立番組となり月曜 - 金曜15:50 - 16:45、17:53 - 18:15に放送される[6]、またこれまでコメンテーターだった津川祥吾が番組のアンカーに昇格、2023年12月18日[7] - 2024年2月末まで『まるごと』で行っていた『HAPPY BINGO』が移行、新キャッチコピーは「生活のとなりにいつも」。
- 2025年3月31日より再度『news every.』（日本テレビ制作）を内包し、月曜 - 金曜 15:49 - 18:15まで放送時間を拡大（ローカルパート放送時間は16:35前後 - 17:53）。

## 出演者
特記以外は現職および当時も含めて静岡第一テレビアナウンサー。

### 現在

#### キャスター
平日版・日曜版は日・週によって異なる。
- 徳増ないる - 金曜（2011年4月 - 2012年9月）→月 - 木曜（2012年10月 - 2013年3月）、月 - 金曜（2015年4月 - 2023年3月）
- 髙山基彦 - （2024年4月1日 - ）
- 伊藤薫平 - （2023年4月3日 - ）
- 澤井志帆 - （2024年4月1日 - ）

なお、土曜はシフト勤務で同局アナウンサーが交互に担当する。

#### アンカー
- 津川祥吾（元衆議院議員、2024年4月 - ）[8]

#### 気象予報士
- 松浦悠真（ウェザーマップ所属、月 - 金曜、2020年4月 - ）

#### その他
- 五十嵐美幸（中華料理人、「イマプラキッチン」→「every.しずおか 特集 みゆき・しほのキラキラクッキング」→「キラキラクッキングPlus」を担当、2021年10月 - 2025年3月24日）
- 岩間晴美（経済ジャーナリスト、2021年3月 - ）
- 竹内由恵（フリーアナウンサー、元テレビ朝日アナウンサー、2023年4月 - ）
- 北斗晶（タレント・元女子プロレスラー、2023年4月 - ）
- 若狭勝（日本の弁護士、政治家、検察官、2023年4月 - ）
- 林家ぼたん（落語家、2023年7月 - )
- おおたわ史絵（医師・タレント、2023年4月 - ）

### 過去
| 期間      | 期間       | 男性              | 男性              | 女性                  | 女性                  | 女性                  | アンカーマン | 気象予報士   | 気象予報士   |
| 期間      | 期間       | 月 - 木曜         | 金曜              | 月・火曜              | 水・木曜              | 金曜                  | アンカーマン | 月 - 木曜    | 金曜         |
| --------- | ---------- | ----------------- | ----------------- | --------------------- | --------------------- | --------------------- | ------------ | ------------ | ------------ |
| 2010.3.29 | 2011.3.31  | 栗原晨            | 伊藤久朗          | トーマス玲奈          | 鈴木智子              | 鈴木智子              | （不在）     | （不在）     | 小川賢一郎   |
| 2011.4.1  | 2012.3.30  | 栗原晨            | 伊藤久朗          | 鈴木智子              | 鈴木智子              | 徳増ないる            | （不在）     | （不在）     | 小川賢一郎   |
| 2012.4.2  | 2012.9.28  | 栗原晨            | 伊藤久朗          | 鈴木智子              | 鈴木智子              | 徳増ないる            | （不在）     | 河津真人     | 河津真人     |
| 2012.10.1 | 2013.3.29  | 栗原晨            | 伊藤久朗          | 徳増ないる            | 徳増ないる            | 小野澤玲奈            | （不在）     | 河津真人     | 河津真人     |
| 2013.4.1  | 2013.12.27 | （放送なし）      | （放送なし）      | （放送なし）          | （放送なし）          | （放送なし）          | （放送なし） | （放送なし） | （放送なし） |
| 2014.1.6  | 2014.9.26  | 栗原晨            | 栗原晨            | 小野澤玲奈            | 小野澤玲奈            | 小野澤玲奈            | （不在）     | 河津真人     | 河津真人     |
| 2014.9.29 | 2015.3.27  | 栗原晨            | 栗原晨            | 小野澤玲奈            | 小野澤玲奈            | 小野澤玲奈            | （不在）     | 手塚悠介     | 手塚悠介     |
| 2015.3.30 | 2018.3.30  | 伊藤薫平          | 伊藤薫平          | 小野澤玲奈 徳増ないる | 小野澤玲奈 徳増ないる | 小野澤玲奈 徳増ないる | （不在）     | 手塚悠介     | 手塚悠介     |
| 2018.4.2  | 2018.7.27  | 柴田将平          | 柴田将平          | 徳増ないる 垣内麻里亜 | 徳増ないる 垣内麻里亜 | 徳増ないる 垣内麻里亜 | （不在）     | 杉澤綾華     | 杉澤綾華     |
| 2018.7.30 | 2020.3.27  | （不在）          | （不在）          | 徳増ないる 垣内麻里亜 | 徳増ないる 垣内麻里亜 | 徳増ないる 垣内麻里亜 | （不在）     | 杉澤綾華     | 杉澤綾華     |
| 2020.3.30 | 2021.3.5   | （不在）          | （不在）          | 徳増ないる 垣内麻里亜 | 徳増ないる 垣内麻里亜 | 徳増ないる 垣内麻里亜 | （不在）     | 松浦悠真     | 松浦悠真     |
| 2021.3.8  | 2022.9.30  | 松原大祐          | 松原大祐          | 徳増ないる 垣内麻里亜 | 徳増ないる 垣内麻里亜 | 徳増ないる 垣内麻里亜 | （不在）     | 松浦悠真     | 松浦悠真     |
| 2022.10.3 | 2023.3.31  | 松原大祐          | 松原大祐          | 徳増ないる 小澤瞳     | 徳増ないる 小澤瞳     | 徳増ないる 小澤瞳     | （不在）     | 松浦悠真     | 松浦悠真     |
| 2023.4.3  | 2024.3.29  | 松原大祐 伊藤薫平 | 松原大祐 伊藤薫平 | 徳増ないる 永見佳織   | 徳増ないる 永見佳織   | 徳増ないる 永見佳織   | （不在）     | 松浦悠真     | 松浦悠真     |
| 2024.4.1  | 現在       | 伊藤薫平 髙山基彦 | 伊藤薫平 髙山基彦 | 徳増ないる 澤井志帆   | 徳増ないる 澤井志帆   | 徳増ないる 澤井志帆   | 津川祥吾     | 松浦悠真     | 松浦悠真     |

#### その他
- 久保ひとみ（「スマイルダイニング」終了の為、降板）
- みやぞん（ANZEN漫才、2021年4月27日 - 29日の『FOCUS』内でゲスト出演）
- チャンカワイ（Wエンジン、2022年12月19日 - 23日の特別企画『イッテ喰う!』、28日『ケンミンに聞きました!ことしの静岡TOP20』のゲスト出演）
- 熱海富士朔太郎（2023年9月28日、生出演）※同日の『まるごと』にも出演
- 田中道子（浜松市出身の女優、2023年12月28日『every.しずおか 年末SP』のゲスト出演）

## 放送時間の変遷
| 期間          | 期間           | 放送時間（日本時間）        | 放送時間（日本時間）       | 放送時間（日本時間）  |
| 期間          | 期間           | 月 - 金曜日                 | 土曜日                     | 日曜日                |
| ------------- | -------------- | --------------------------- | -------------------------- | --------------------- |
| 2010年3月29日 | 2011年10月1日  | 18:16 - 19:00（44分）       | 17:49.30 - 18:00（10.5分） | （放送なし）          |
| 2011年10月3日 | 2013年3月30日  | 18:15 - 19:00（45分）       | 17:49.30 - 18:00（10.5分） | （放送なし）          |
| 2013年4月1日  | 2013年12月28日 | （放送なし）                | 17:19頃 - 17:30（約11分）  | （放送なし）          |
| 2014年1月4日  | 2023年4月1日   | 18:15 - 19:00（45分）       | 17:19頃 - 17:30（約11分）  | （放送なし）          |
| 2023年4月3日  | 2024年3月29日  | 15:48.30 - 18:15（約146分） | 17:19頃 - 17:30（約11分）  | 16:30 - 17:00（30分） |
| 2024年4月1日  | 2025年3月27日  | 16:45 - 17:53（68分）       | 17:19頃 - 17:30（約11分）  | 16:30 - 17:00（30分） |
| 2025年3月31日 |                | 15:49 - 18:15（145分）      | 17:19頃 - 17:30（約11分）  | 16:30 - 17:00（30分） |

## 主な内容

### 平日
- 県内ニュース
- news every.（日本テレビ 放送中はリアルタイム字幕放送対応、第1部〈15:50 - 16:35前後に飛び降り〉、第3部・NNN枠〈17:53 - 18:15〉）[9]）
  - 5時コレ（17:40頃 - 日本テレビより当日放送分を再編集した上で録画ネット）
  - 気になる!（日本テレビより遅れネット）
- 最新ニュース 5時ナビ（2025年3月31日 - ）
- ニュースまとめて きょうナビ（2025年3月31日 - ）
- ツガワの目（木曜、2025年4月2日 - ）
- every.しずおか 特集
- every.しずおか天気→松浦さんの天気（新静岡セノバ前から松浦気象予報士とDaiichi-TVのアナウンサーが県内の天気を解説[10]）[11]※2023年4月から2023年11月中旬頃までは「くわしくッ天気」「ワンポイント天気」「木原さんのお天気」の差し替え枠で放送。

#### 過去
以下のコーナーは日によって何れかをネット
- きょうコレ（日本テレビから同時ネット）
- カルスポっ!（日本テレビから時差ネット）
- 気になるミダシ（同上）

2021年7月頃から上記日本テレビのコーナーは同時・時差ネットされなくなった。
※「カルスボっ!」「気になるミダシ」は17時台を臨時ネットする時は「きょうコレ」を同時ネットする場合が多い。
- お天気ワンポイント
- ニュース Pick Up
- FOCUS（月 - 金）
- every.next（金）
- every.action （深掘り企画）
- every.watch（月 - 木）特集

（月 - 木）旬なスポットや県内のトレンド情報を紹介するコーナー企画
（金）おさライフ
- ホットピ!
- サタスペ（『news every. サタデー』の再放送）
- みゆき・しほのキラキラクッキング（「まるごと」から移行）
- HAPPY BINGO（「まるごと」から移行、2024年4月1日 - 9月27日、月曜 - 金曜）
- every.life（2024年4月1日 - 2025年3月27日）
- every.sports（2024年4月1日 - 2025年3月27日）

### 土曜日
- 県内ニュース
- 県内の天気予報

### 日曜日（SUNDAY）
- 県内ニュース
- 県内の天気予報
- スポーツ
- 特集
- 1週間ニュースまとめ（コーナー名なし）

特別編成で放送時間短縮となった場合はスポットニュースとなる。